# Tartu (D636)
Pour les articles homonymes, voir Tartu (homonymie).
Le Tartu (D636) est un escorteur d'escadre de classe T 53 de la Marine nationale française. Son indicatif visuel est D636.  

## Histoire

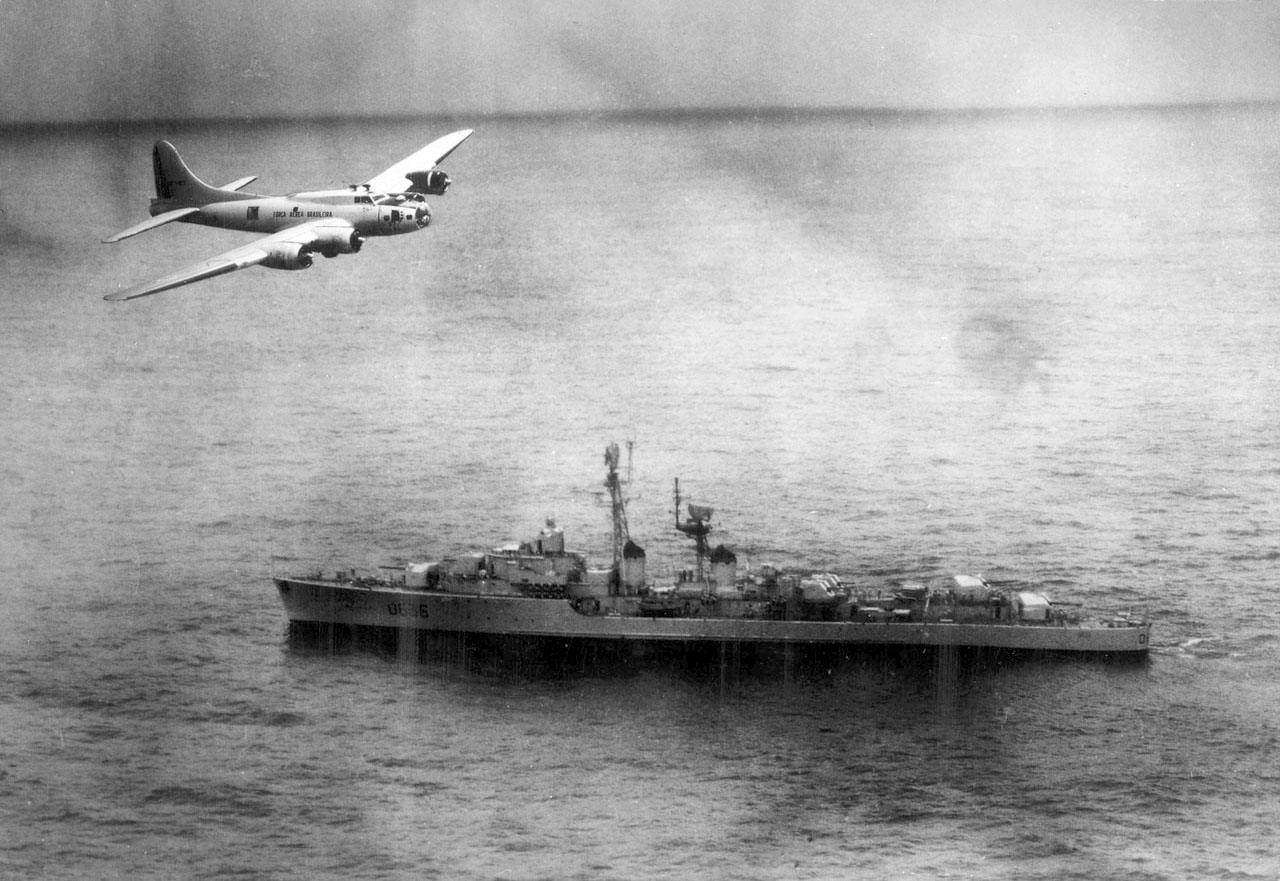
Bombardier B-17 Flying Fortress de la force aérienne brésilienne survolant le Tartu durant le conflit de la langouste entre la France et le Brésil en 1963.

Nommé en hommage à Jean-François Tartu (1751-1793), capitaine de vaisseau, il est construit aux ateliers et chantiers de Bretagne à Nantes, à partir du 2 décembre 1955 ; il est lancé le 5 février 1958. Il sert pendant une vingtaine d'années, jusqu'à ce qu'il soit désarmé en décembre 1979. Il est coulé comme cible le 9 décembre 1998.